# Rodriguesophis
Rodriguesophis es un género de serpientes de la subfamilia Dipsadinae. Sus especies son endémicas de Brasil.

## Especies
Se reconocen las siguientes:
- Rodriguesophis chui (Rodrigues, 1993)
- Rodriguesophis iglesiasi (Gomes, 1915)
- Rodriguesophis scriptorcibatus (Rodrigues, 1993)